# Sein bester Freund (1937)
Sein bester Freund ist ein deutscher Kriminalfilm aus den Jahren 1936/37 von und mit Harry Piel.

## Handlung
Es ist draußen bereits dunkel, und der Regen fällt in den Strömen. Ein Schäferhund läuft scheinbar ziellos den Bürgersteig entlang und stößt dabei auf den bei der Kriminalpolizei arbeitenden Harry Peters. Peters nimmt zunächst den herrenlos erscheinenden Hund mit sich und begibt sich am nächsten Tag auf die Suche nach dem Besitzer. Der ist ein Hundehändler, dem er den Schäferhund trotz knapper Kasse kurzerhand abkauft. Harry hält das Tier, das er Greif nennt, für sehr aufmerksam und entscheidet sich dazu, ihn zu einem Polizeihund auszubilden. Herr und Hund werden bald zu einem unschlagbaren Team, wenn es darum geht, böse Buben zu stellen und zu verhaften. Da Hunde sich oftmals auch als Beziehungsanbahner erweisen, lernt Harry eines Tages bei einem Spaziergang dank Greif die junge Gerda Lind kennen. Sie arbeitet als Tänzerin, und Harry verliebt sich rasch in sie. Harry verspricht, Gerda bei ihrer nächsten Tanzvorstellung zu besuchen, doch da kommt etwas dazwischen: Das Haus eines Herrn Müller ist überfallen worden, und Harry wird mit dem treuen Greif zum Einsatz gerufen.
Während Harry zurückbleibt, nimmt Greif die Spur auf und sprintet los. Rasch stellt er den Ganoven. Doch Greif reagiert vollkommen anders als erwartet, denn der Mann, der vor ihm steht heißt Emil Kruppack und ist Greifs früheres Herrchen, bei dem der Schäferhund noch Rolf hieß. Freudig begrüßt das Tier seinen früheren Besitzer. Oberwachtmeister Schütz ist derweil Rolf/Greif nachgerannt und wird nun vom Polizeihund attackiert, nachdem Kruppack Rolf auf den Polizisten gehetzt hatte. Der ist völlig perplex und versucht sich des tierischen Angriffs zu erwehren. Kruppack schießt auf Schütz und nimmt schließlich Reißaus, an seiner Seite Polizeihund Greif. Die Polizei verhaftet Kruppacks Bruder Max. Harry findet Schütz schwer verletzt und lässt ihn ins Krankenhaus verfrachten. Dort besucht Peters ihn und lässt sich von dem Kollegen den Ablauf der Geschehnisse erzählen. Zutiefst geschockt muss Harry erfahren, dass Greif offensichtlich anstandslos mit dem Verbrecher mitgegangen ist. Harry weiß nun, dass er sich zukünftig, sollte man Greif je wieder finden, nicht mehr auf ihn verlassen kann.
Emil Kruppack hat inzwischen einem jungen Mann namens Paul Werner, der in entsprechenden Kreisen ein „Achtgroschenjunge“ (Spitzel, Strichjunge) genannt wird, damit beauftragt, für ihn eine Drecksarbeit zu erledigen und Greif zu töten, da der Hund durch sein Verhalten ihn früher oder später an die Polizei verraten werde. Als Werner den blutigen Job erledigen will, büxt Greif aus und kehrt zu Harry Peters zurück. Beider Wiedersehensfreude ist riesengroß. Inzwischen ist man mehreren Zusammenhängen auf die Spur gekommen, die Harry glauben lassen müssen, dass Gerda mit Kruppack unter einer Decke stecken könnte. Entsprechend kühl fällt beider Wiedersehen aus, als Harry Gerda zum Verhör ins Polizeipräsidium zitiert. Tatsächlich kennen sich Gerda und Kruppack, denn die junge Frau hatte einmal den flüchtigen Ganoven angezeigt, der ihr daraufhin Rache geschworen hatte.
Es gibt eine neue Spur. Emmi Gärtner, die Braut des beraubten Herrn Müller, gibt zu, dass Müller eigentlich Kruppacks Hehler ist und den Einbrecher einst um dessen Lohn gebracht haben soll. Da sie Angst um ihren Geliebten hat, gibt sie alles preis, was zu Kruppacks Verhaftung führen könnte. Tatsächlich soll es zu einer Begegnung Müllers mit Kruppack kommen, und Harry Peters will mit seinen Kollegen dazustoßen. Greif will er nicht mitnehmen, weil er an dessen Zuverlässigkeit zweifelt, zumal der dann anwesende Altbesitzer Kruppack Greif erneut in einen Loyalitätskonflikt stürzen könnte. Greif aber erweist sich als der titelgebende beste Freund Harrys und folgt diesem heimlich. Als Müller die Polizei sieht, will er sofort türmen, läuft aber schnurstracks in die Arme von Peters. Als dieser Harry die Beute zeigen will, kommt Kruppack hinzu und bedroht Harry mit einer Waffe. Es kommt zum Kampf und ein Schuss fällt. Der Greif-Hund wirft sich für Harry ins Getümmel und wird von der angefeuerten Kugel schwer verletzt, Kruppack verhaftet. Greif schleppt sich in einen Nebenraum, wo Harry seinen besten Freund tot findet. Gerda und er aber werden ein Paar.

## Produktionsnotizen
Sein bester Freund entstand von Mitte November 1936 bis Anfang Januar 1937 in den Jofa-Ateliers in Berlin-Johannisthal und wurde am 26. Februar 1937 an drei Berliner Lichtspieltheatern uraufgeführt. Am 11. Mai 1963 erfolgte im ZDF die deutsche Fernsehpremiere. 2009 erschien der Film als DVD.
Eduard Kubat übernahm sowohl die Herstellungs- als auch die Produktionsleitung. Erich Zander und Karl Weber entwarfen die Filmbauten. 
Es wurde ein Musikstück gespielt: Warum machst Du Dir denn Sorgen?. Komponist Fritz Wenneis verfasste dazu auch den Text.

## Wissenswertes
Bereits 1929 drehte Piel einen Film namens Sein bester Freund. Aber obwohl dort sein Charakter erneut Harry Peters und dessen Hund wiederum „Greif“ heißt, handelt es sich bei diesem Streifen um eine gänzlich andere Geschichte.

## Kritik
Im Lexikon des Internationalen Films heißt es: „Geradlinig, aber recht schlicht entwickelter Kriminalfilm in sorgfältiger Inszenierung; anspruchslose Unterhaltung mit sentimentalem Einschlag.“